# Palmanova
Palmanova (friuli nyelven Palme) város Északkelet-Olaszországban, Friuli-Venezia Giulia autonóm régióban, Udine megyében, az Adriai-tenger partjához közel, sík területen. Lakóit, a palmanovaiakat olaszul palmarininek nevezik. A várost a 16. században alapították, amikor Friuli vidéke a Velencei Köztársaság fennhatósága alatt állt. Erődvárosnak épült, szabályos 9-szögletű alaprajzát máig épségben megőrizte. A város a hozzá tartozó társközségekkel együtt 13 km² területen fekszik, 27 méteres tengerszint felett magasságban. Palmanova erődje 2017 júliusa óta szerepel az UNESCO Világörökségi listáján a 16–17. századi velencei védművek helyszín részeként.

## Fekvése
Palmanova városa Udine megye székhelyétől, Udine városától 27 km-re délre, a tengerparti Gradótól 28 km-re északra, Trieszttől 55 km-re nyugatra, Velencétől 115 km-re északkeletre található. A szomszéd települések Bagnaria Arsa, Gonars, San Vito al Torre, Santa Maria la Longa, Trivignano Udinese és Visco.

## Megközelítése
A város közvetlenül az A4-es számú „Serenissima” autópálya Trieszt–Velence szakasza mellett fekszik, amelybe itt csatlakozik be északról az A23-as számú „Alpe–Adria” autópálya, amely az osztrák Karintia (Villach) felől, Tarvisióból kiindulva érkezik ide. Mindkét autópálya az E55 nemzetközi főútvonal részét képezi. A városon áthalad még a SS 352 állami autóút, amely északnak Udine felé visz, délnek Cervignano del Friulin keresztül a tengerparti Gradóba vezet.
Az Udine–Cervignano-vasútvonal is elhalad Palmanova mellett. A vasútállomás a városközponttól nyugatra, San Marco településrészben van. A legközelebbi repülőtér, Ronchi dei Legionari 21 km-re van.

## Történelme

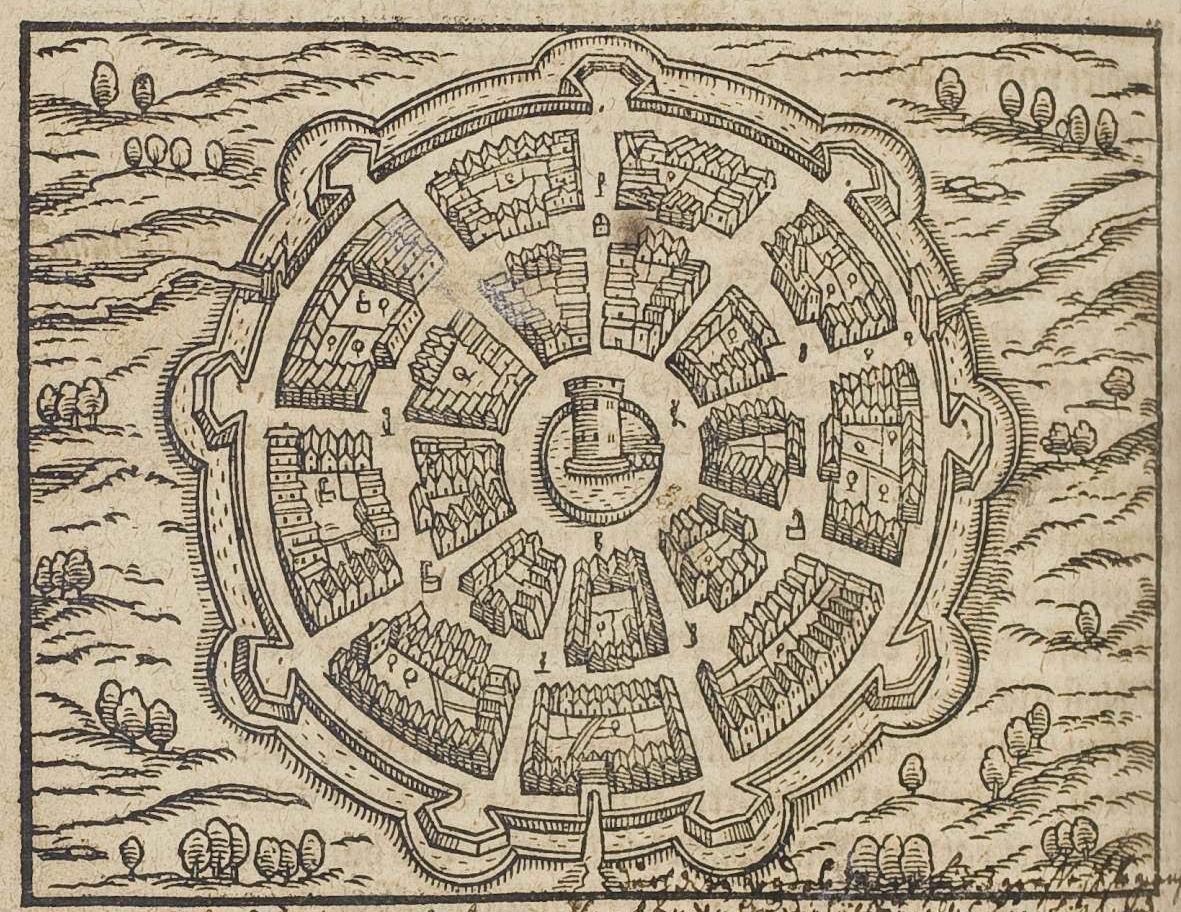
Palmanova tervrajza, 1610-ből

Az Osztrák Hercegség, azaz a Habsburgok már 1511-ben elragadták Velencétől Gradiscát, és ők uralták a szomszédos Görz tartományt is. Friuli területe kisebb-nagyobb enklávékra szakadozott, Velence, Ausztria és a német-római császár birtokaira. Saját területének védelmében a Velencei Köztársaság egy erődhálózat kiépítését határozta el a friuli síkságon. Ez egyszerre szolgálta a Bosznia felől fenyegető török betörések és az északi osztrák szomszéd terjeszkedése elleni védelmet.
A város alapkövét Leonardo Donato (Donà) dózse uralkodása alatt, 1593. október 7-én helyezték el. Ekkor nevezték ki a város első kormányzójává (Provveditore Generale) a velencei Marc’Antonio Barbarót. Ez a nap az 1571-es lepantói tengeri győzelem 22. évfordulója volt, egyben Pádovai Szent Jusztinának (Santa Giustina di Padova), Palmanova egyik kijelölt védőszentjének emléknapja, aki 304. október 7-én halt vértanúhalált. Marc’Antonio Barbaro kormányzó egy velencei főemberekből álló csoport élén felügyelte az építést, Marc’Antonio Martinego építőmester vezette az építkezést, Guilio Savorgnan katonai tanácsadó közreműködésével. A velenceiek államuk legnagyobb szárazföldi támaszpontjává akarták fejleszteni a várost, de ez a terv kudarcba fulladt. Az eredeti szándékról csak az óriási méretű Főtér (piazza Grande) tanúskodik, amelynek kiterjedése a kisváros méreteihez képest aránytalanul eltúlzott.
A zöld mező közepén, jóformán a semmiből felhúzott új várost az ott állomásoztatott katonaság mellett – a velencei vezetés szándéka szerint – önálló iparosoknak, kereskedőknek és földműveseknek kellett volna benépesíteniük. A maga korában fényűzőnek számító ingatlankínálat ellenére azonban polgári lakosok nem akartak odaköltözni. 1622-ben Velence arra kényszerült, hogy elítélt bűnözőknek kegyelmet és ingyen lakóhelyet ígérjen azzal a feltétellel, hogy végleg az új városban telepednek le. A mesterségesen alapított város erőltetett betelepítése bizonyos fokig ma is érezteti hatását, Palmanova napjainkban is inkább katonaváros, szerves városi közélet nélkül.
Palmanova 200 éven át sikerrel állta útját a Habsburg terjeszkedésnek. A francia forradalom után, 1797-ben, Velence hatalmának végnapjaiban egy nagyobb osztrák haderő sikeresen bevette Palmanovát, de a rövidesen odaérkező Bonaparte Napóleon tábornok csapatai kiűzték őket, és elfoglalták egész Velencét. 1797 októberében a Campo Formió-i békeszerződés értelmében Bonaparte ezt a várost is átengedte a Habsburg Birodalomnak. A harmadik koalíciós háborút lezáró pozsonyi békeszerződés értelmében Napóleon, már császárként a várost, Velencével együtt betagolta saját Itáliai Királyságába.
1814-ben a bécsi kongresszus Velencét és szárazföldi birtokait, Friulit és Venezia Giuliát Ausztriának ítélte. A Velencei Köztársaság kapitulációját Palmanovában írták alá, a város a Lombard–Velencei Királyság részévé vált. Az osztrák „elnyomó” hatalom felépíttette a város Népszínházát (Teatro Sociale), ahol a Risorgimento szellemét ébren tartó színműveket is játszottak. 1848-ban az erődváros olasz lakossága, Carlo Zucchi tábornok (1777–1861) vezetésével felkelt az osztrákok ellen, birtokba vette a várost, amelyet az osztrákok hosszú ostrommal szereztek vissza.
1866-ban a porosz–osztrák–olasz háborút lezáró prágai békeszerződés alapján Friuli tartomány, egész Venetóval együtt végleg az Olasz Királysághoz került. Az első világháborúban Palmanova az Isonzo-fronton harcoló olasz haderő fontos ellátó támaszpontja volt. A városban és környékén raktárak, katonai gyakorlóterek, hadikórházak működtek. 1917-ben a caporettói offenzíva nyomán a menekülő olasz katonaság felégette maga mögött a várost, amely átmenetileg ismét az Osztrák–Magyar Monarchia kezére jutott. A második világháború végén a visszavonuló németek el akarták pusztítani az egész várost, de Giuseppe Merlino palmanovai esperes közbenjárására letettek erről. 1960-ban az Olasz Köztársaság elnöke rendeletében nemzeti műemlékké nyilvánította Palmanovát.

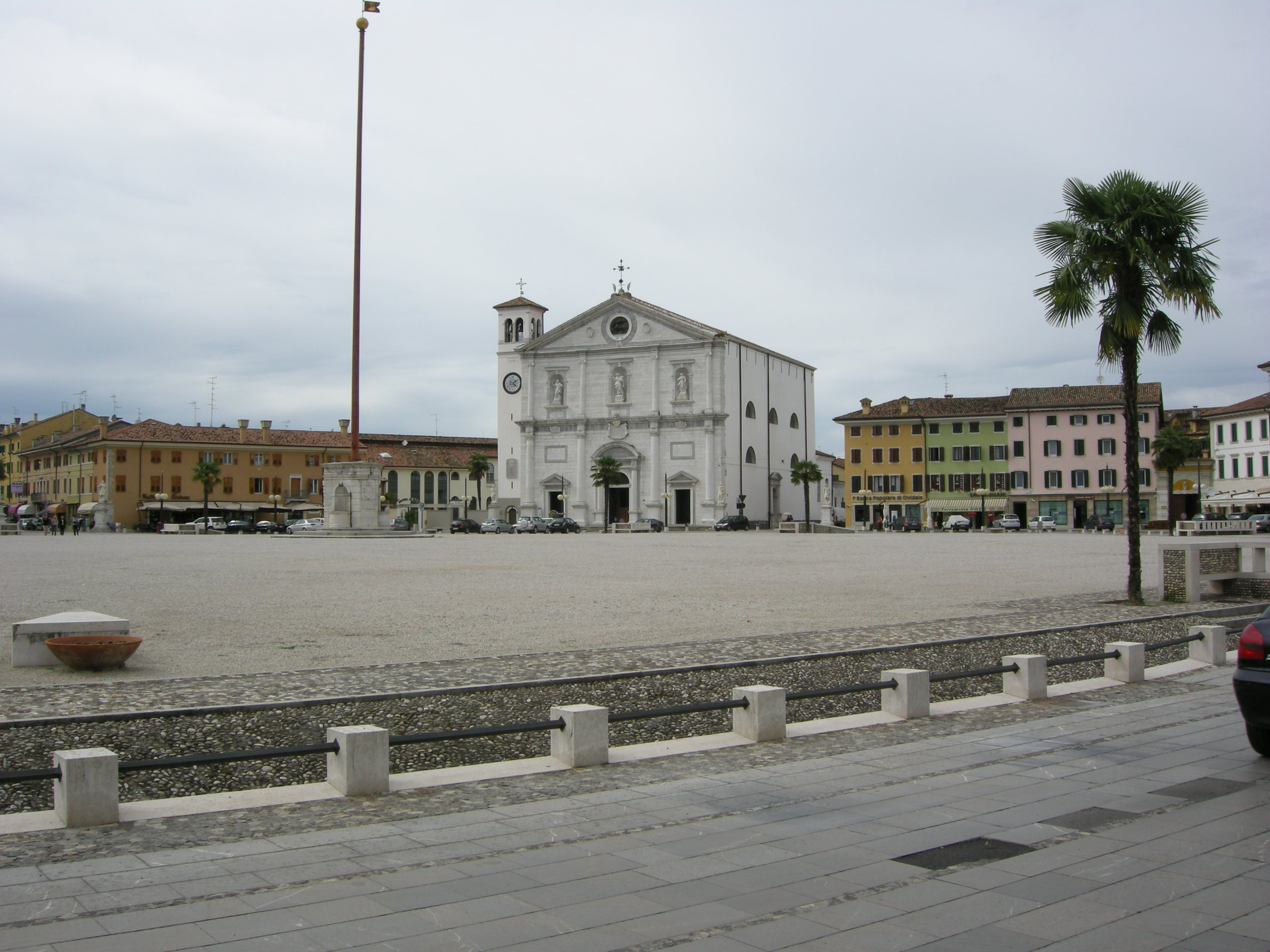
A Főtér (piazza Grande) és a Duomo
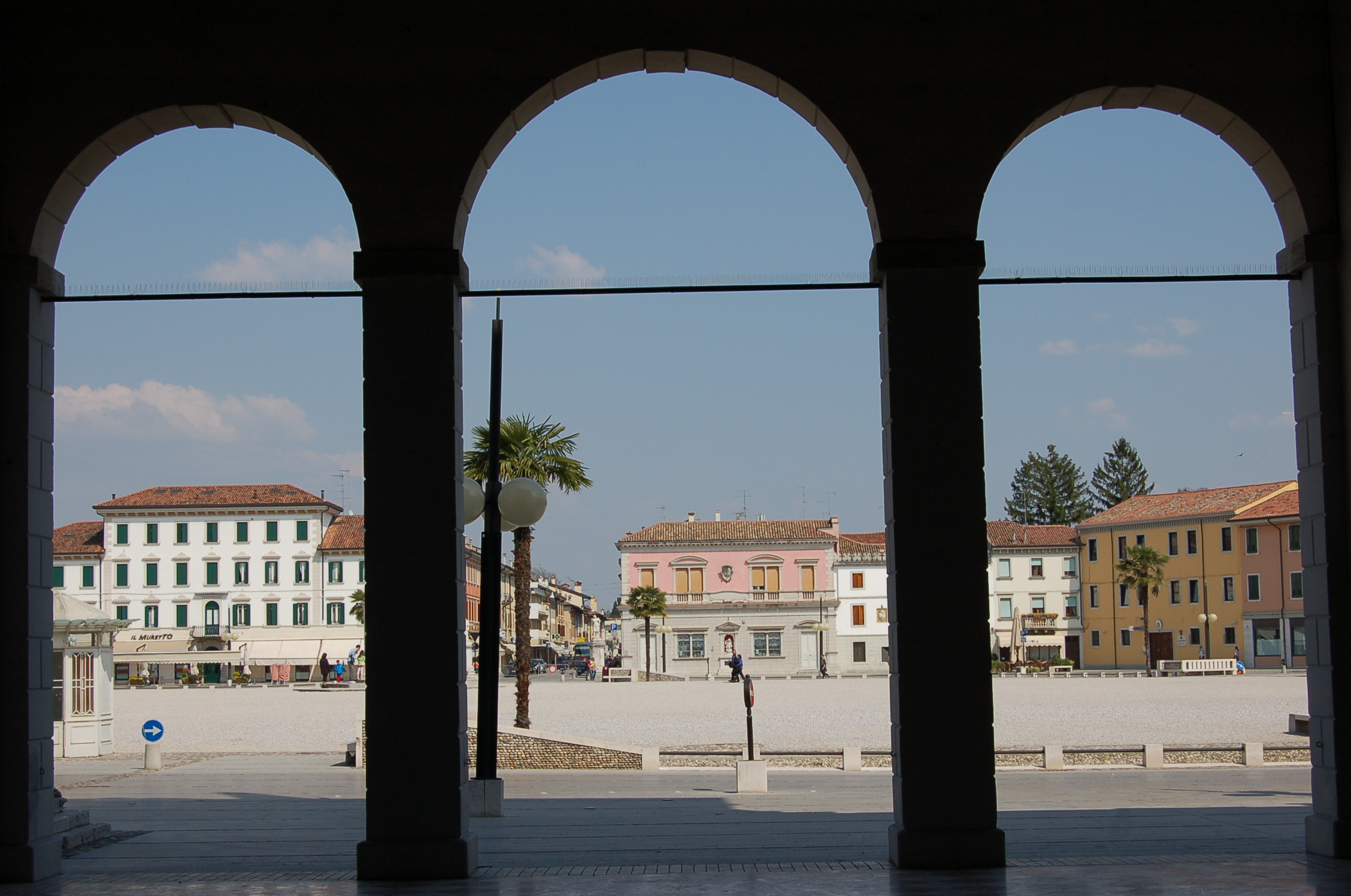
Házak a Főtéren
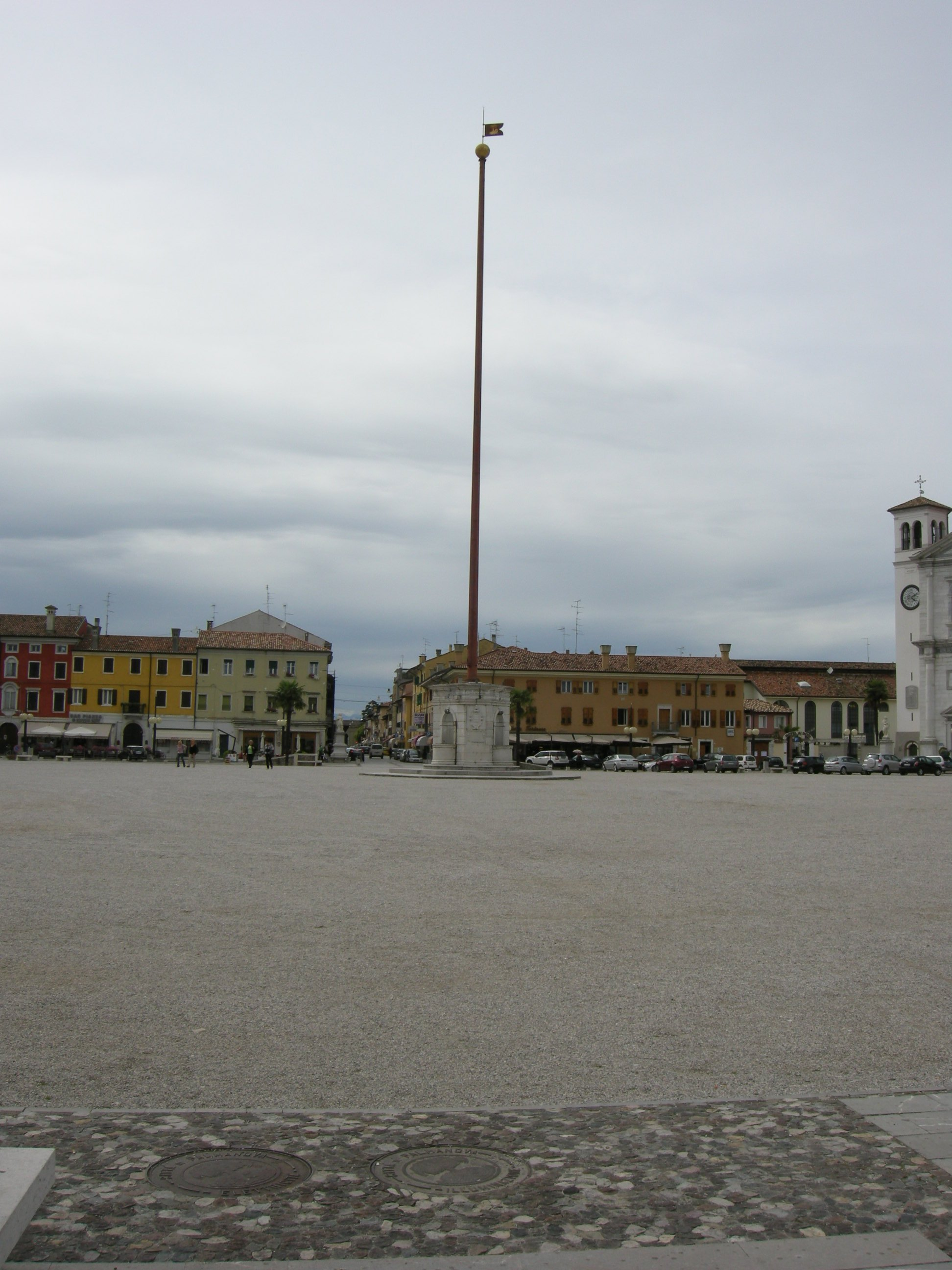
A zászlórúd a Főtéren
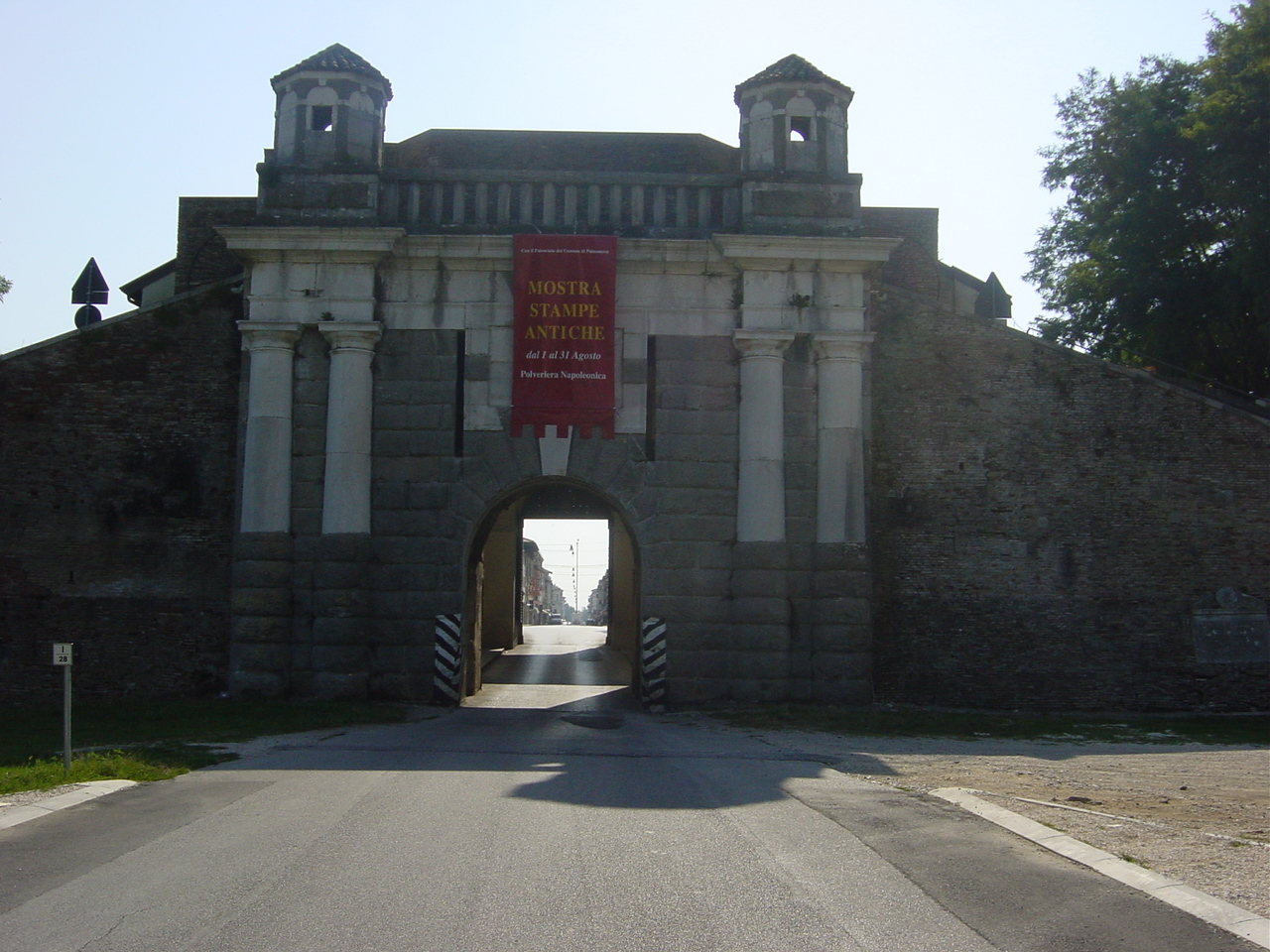
A város egyik erődített kapubástyája

## Látnivalók

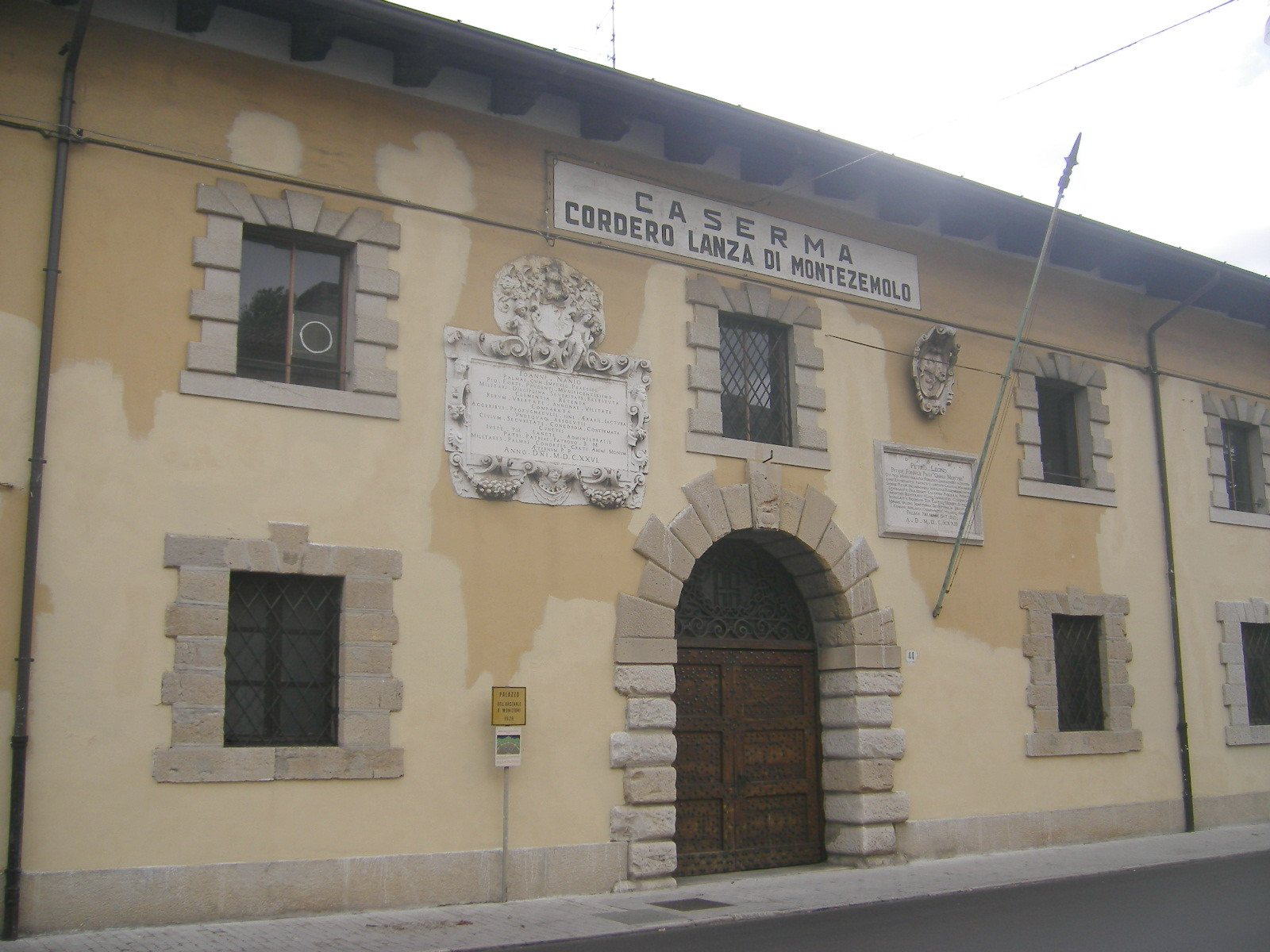
Régi laktanya a falakon belül

Palmanovát – az „ideális szerkezetű erődvárost” – sugárirányú és koncentrikus utcahálózattal tervezték és építették, alapvetően katonai célokra. A széles és egyenes utcák arra szolgáltak, hogy ostrom idején a központi téren állomásozó katonaság a leggyorsabban kijuthasson a városfal veszélyeztetett részére. A város központjában laktak a parancsnokló tisztek, a külső háztömbökben a sorozott katonák, és legkívül, az erődfalak mentén voltak a hivatásos zsoldosok szállásai.
A városba három nagy erődített városkapun – Porta Aquileia, Porta Udine és Porta Cividale – keresztül lehet bejutni. Ezek megóvott állapotban ma is megtekinthetők, még korai barokk előépítményeik egy része is fennmaradt. A városkapukat a hírneves vicenzai építőmester, Vincenzo Scamozzi építette. Három koncentrikus védőfalrendszert építettek, előbb a legbelsőt, innen haladtak kifelé. A védőfalak szabályos 9-oldalú sokszöget alkotnak, illetve a füles bástyáikkal együtt egy szabályos 9-ágú csillag-alakot. A legbelső városfalat a vizesárok-rendszerrel („fossato”) együtt 1593–1620 között építették. 1665–1683 között a már meglévő 9 bástya közeibe újabb 9 előretolt, különálló lapos védelmi szigetet („ravellini”) iktattak be. A 18. század végén Bonaparte Napóleon a meglévő erődfalakat még kilenc előreugró füles bástyával („lünettával”) egészítette ki.
A palmanovaihoz hasonló, tervezőasztalon szerkesztett, barokk időkből való szabályos városszerkezet igen kevés helyen maradt fenn eredeti állapotában. Hasonlóan tervezett erődvárosokat épített később a francia Vauban mérnök-tábornagy: Neuf-Brisachot, Mannheim óvárosát, Saarlouist.

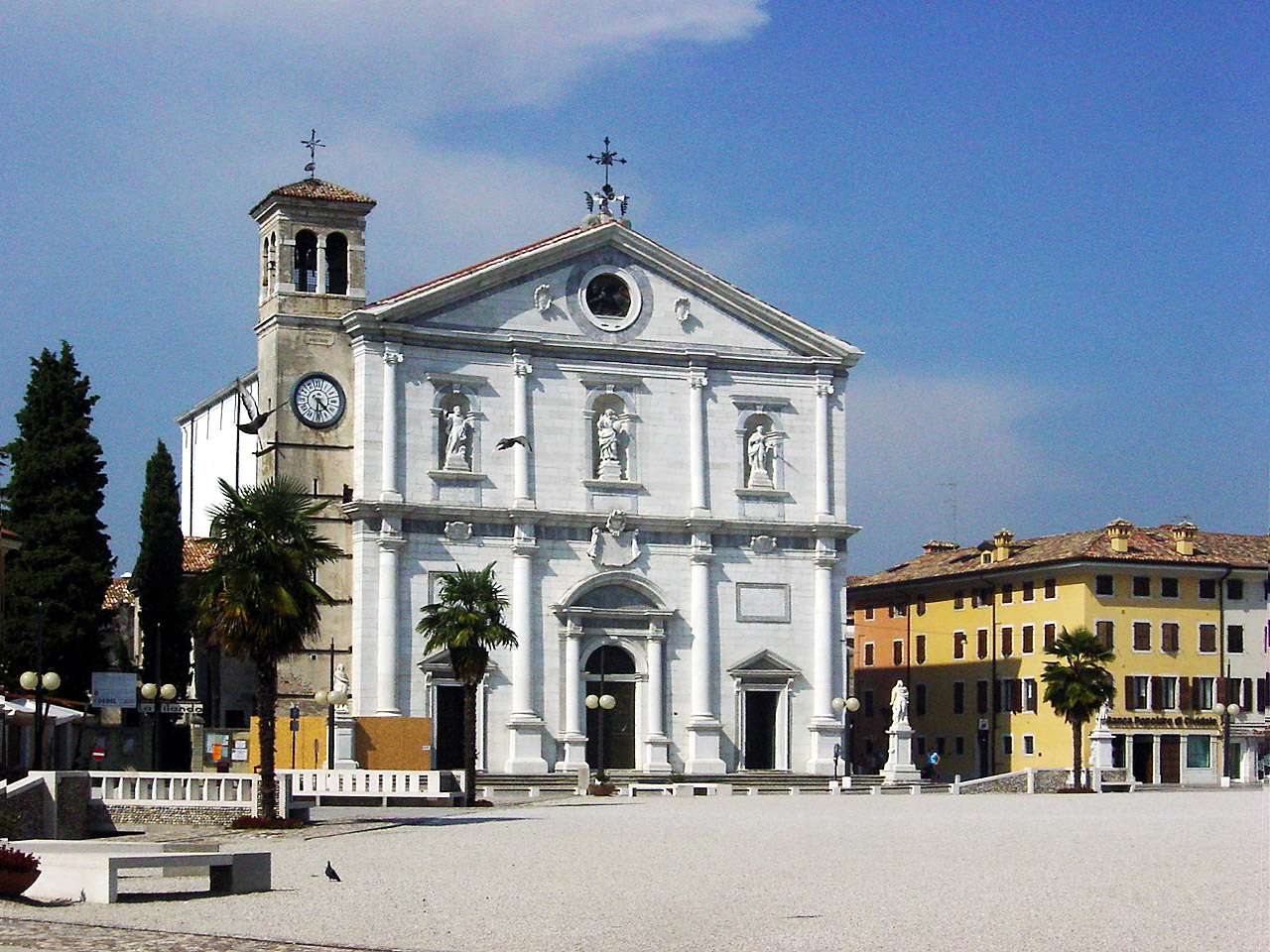
A Duomo homlokzata

A város főtere, a piazza Grande tökéletes hatszöget formáz, közepén zászlórúd, isztriai kőből készült magas kőtalapzaton, az erőd harci lobogójával. A téren találhatók a város legfontosabb középületei, köztük a Városháza is.
A városnak 3 temploma volt. Az 1600 körül épített apró Szent Ferenc-templom a 19. században városi fegyvertárként szolgált. Az 1660-ban a ferencesek által épített Szűz Mária születése-templomot a francia megszállók alakították fegyverraktárrá.

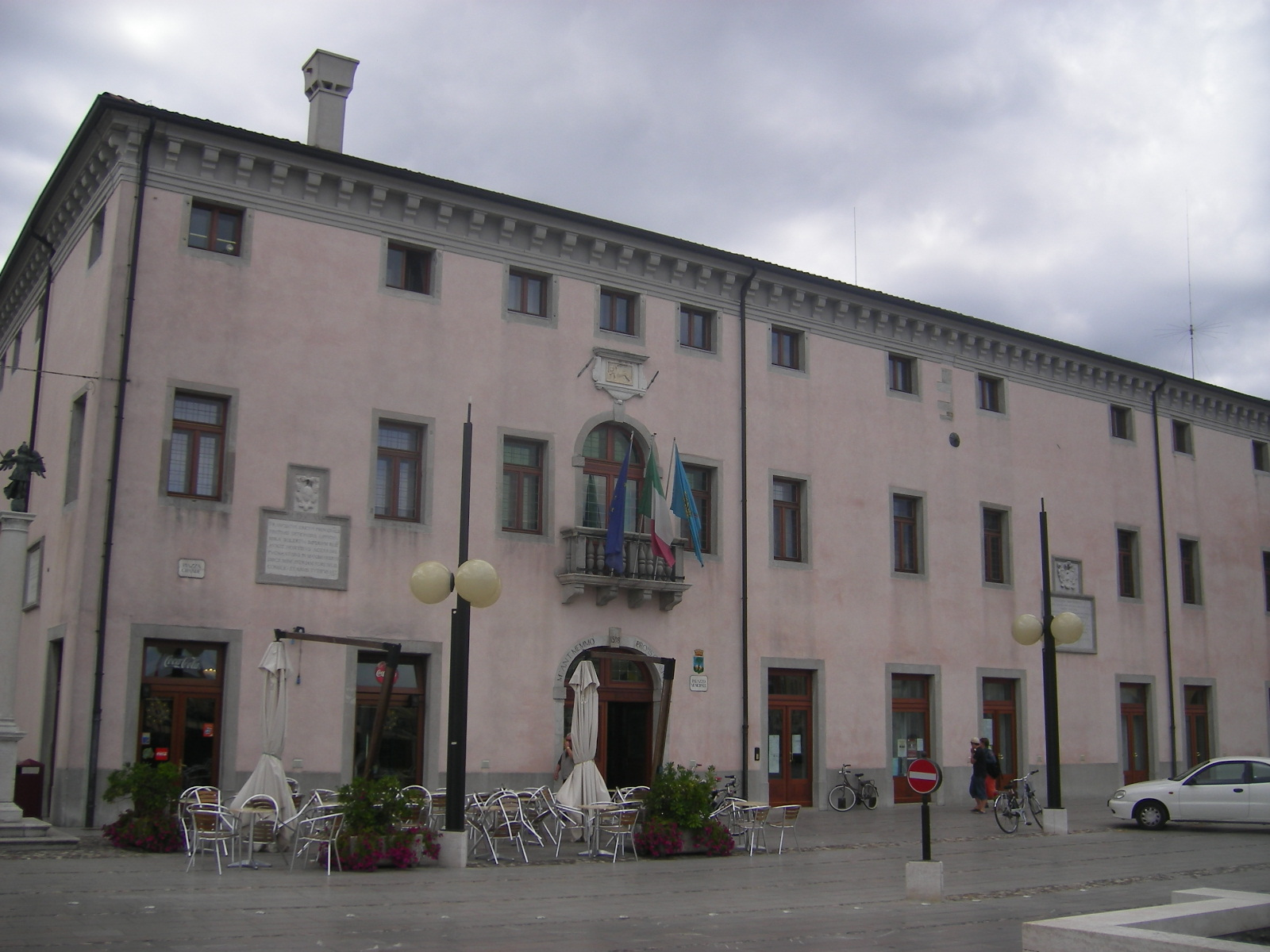
A palmanovai Városháza

A főtérre néző székesegyház (Duomo di Palmanova) építését 1603-ban határozták el, az építési munkák 1605-ben kezdődtek Girolamo Cappello velencei felügyelő ellenőrzése alatt, valószínűleg Vincenzo Scamozzi és Baldassare Longhena építőmesterek vezetésével. A Duomo 1636-ban készült el, egyhajós belső térrel, belső tartóoszlopok alkalmazása nélkül, egy kóruskápolnával, négy mellékoltárral. Az épület a velencei korai barokk építészet egyik remeke. A Duomo harangtornyát 1776-ban fejezték be. Tudatosan alacsonyra építették, hogy a falakon kívül álló ellenséges tüzérség ne láthassa, és ne használhassa célzási pontként. A Duomót csak 1777-ben szentelték püspöki székesegyházzá, amikor a várost az udinei érsekséghez csatolták.
A Városi Múzeum (Civico museo storico) Palmanova város építészeti történetét mutatja be, a velencei, a napóleoni, az osztrák és az olasz főhatalom korszakai szerinti időrendben.
A Hadtörténeti Múzeum (Museo storico militare), amely a Porta Cividale kapubástya alatti kazamatákban kapott helyet, egyenruhákat, fegyvereket és eredeti dokumentumokat mutat be a város katonai szerepéről, az 1593-as alapítástól a második világháborúig. Innen kiindulva lehet körbejárni a várost az erődítményrendszer mentén, jelzett „túraútvonalat” követve.
További, figyelemre méltó épületek: a színház (Teatro Gustavo Modena), 6 oszlopon nyugvó homlokzatával (1841); a Velencei Köztársaság helytartójának 1598-ban épült palotája (Palazzo del Provvedittore Generale); a Városi Gárda szállása; épülete die Loggia der Großen Garde; a városi szegények ispotálya és segélyező háza (Santo Monte de Pietá), előtte egy 17. századi Pietà-szoborral; a katonai kormányzó (erőd-főparancsnok) palotája (Palazzo Del Governatore dell’Armi); és a Kincstartói Palota (Palazzo del Ragionato).

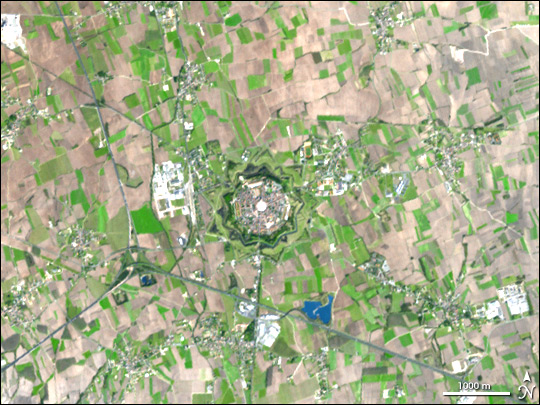
Palmanova a NASA szatellit felvételén (2004)
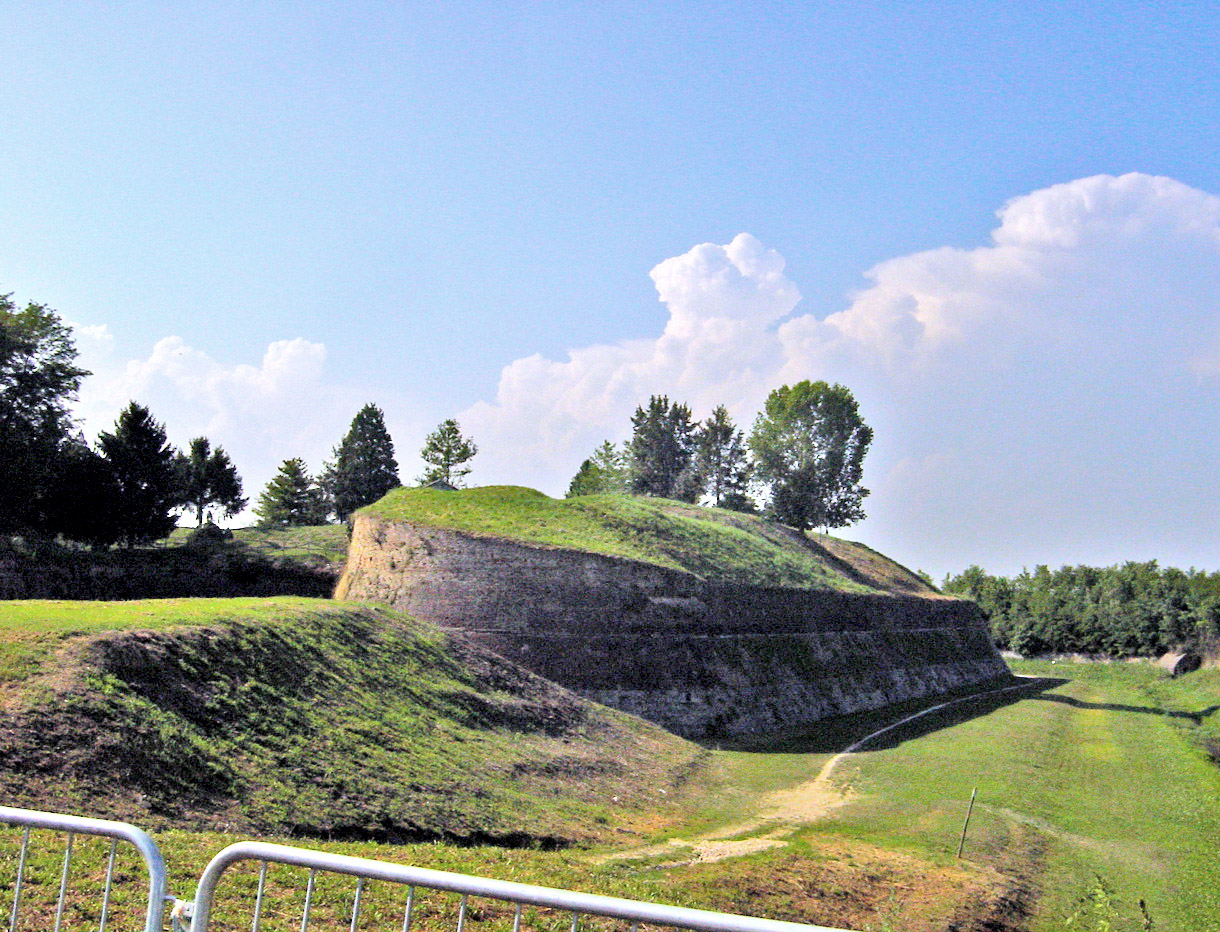
Külső elővédsánc (baluardo)
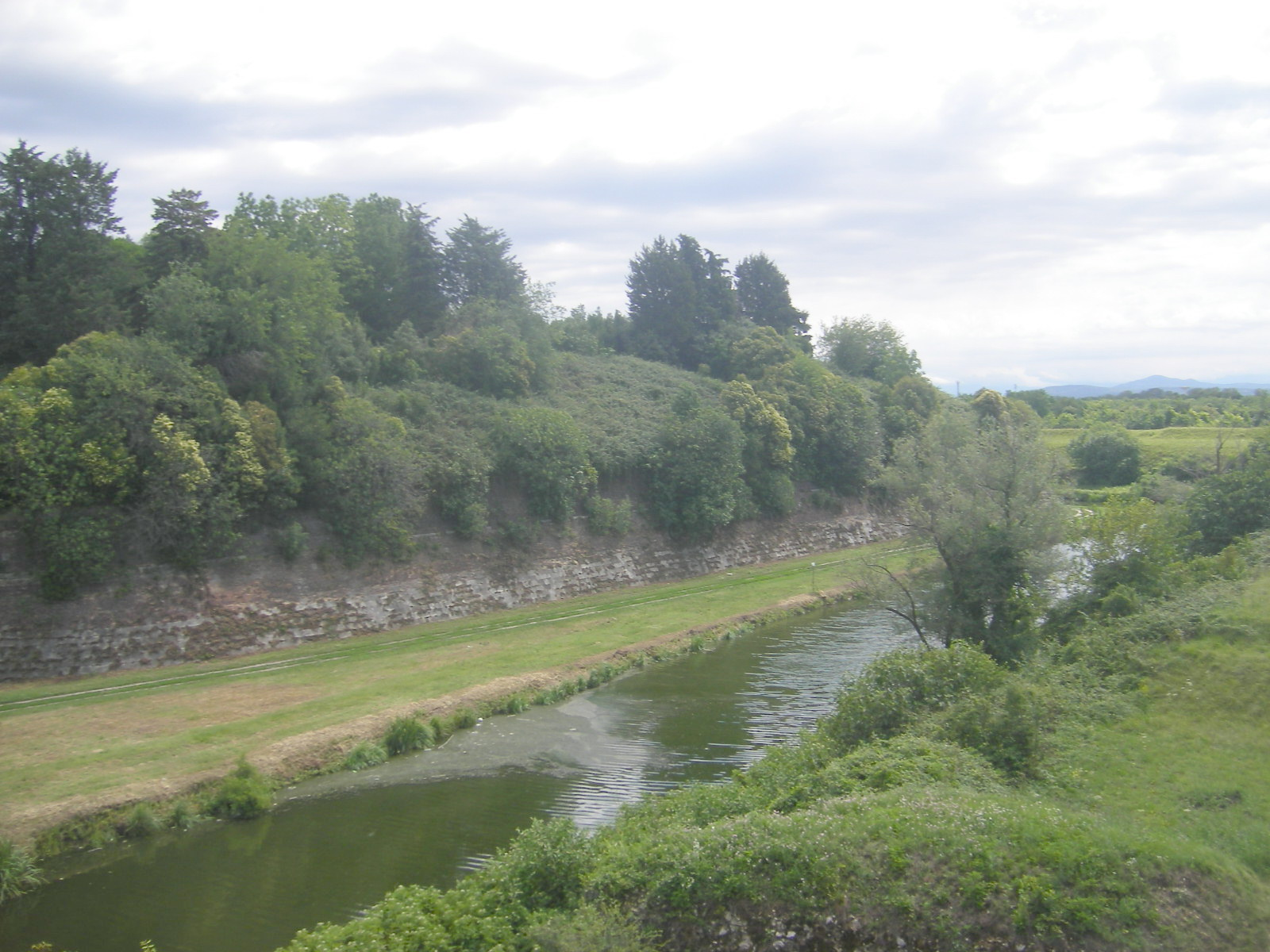
Vizesárok a sáncrendszer előtt
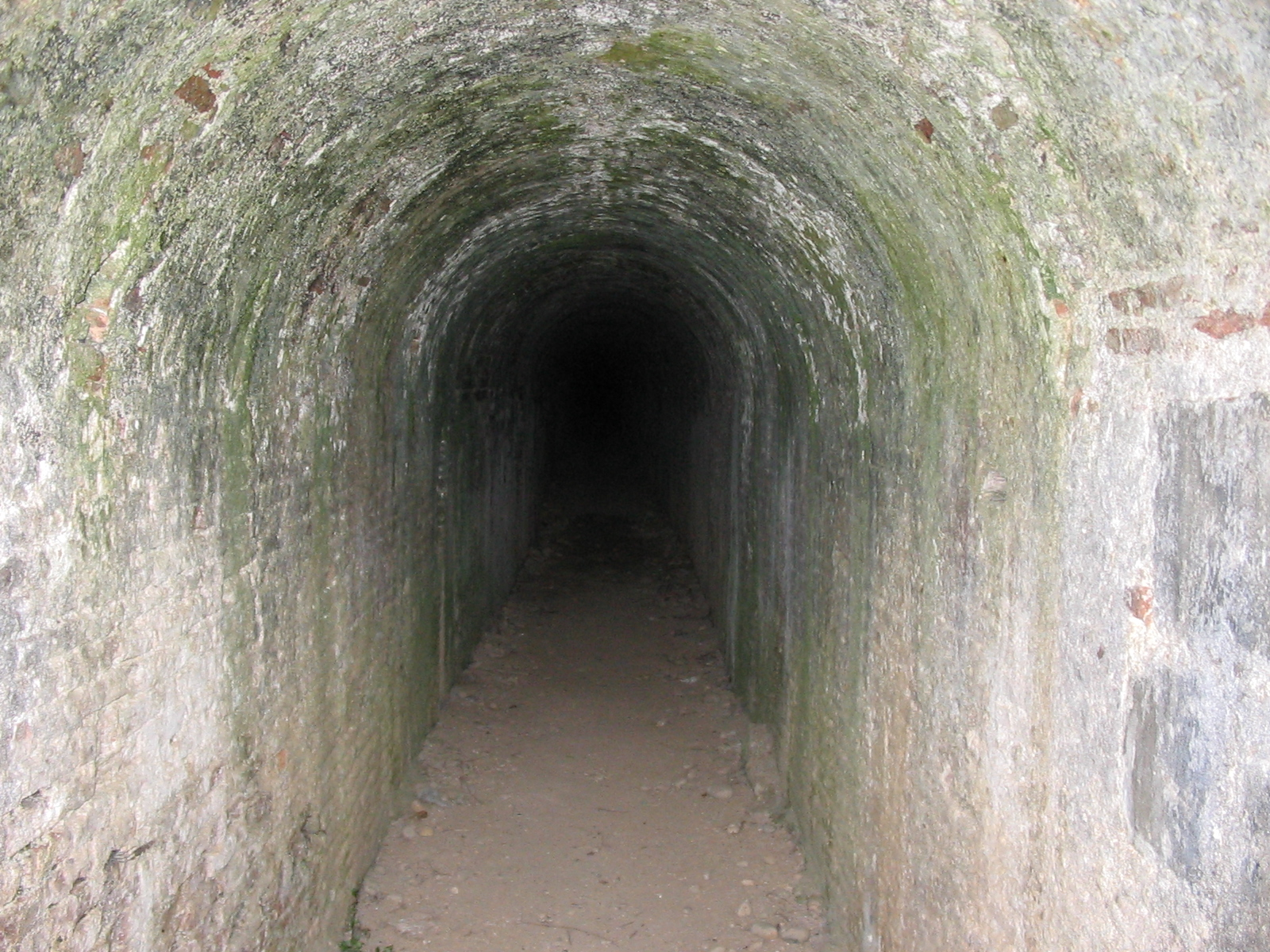
Galeria veneziana: az előretolt bástyákhoz vezető alagút
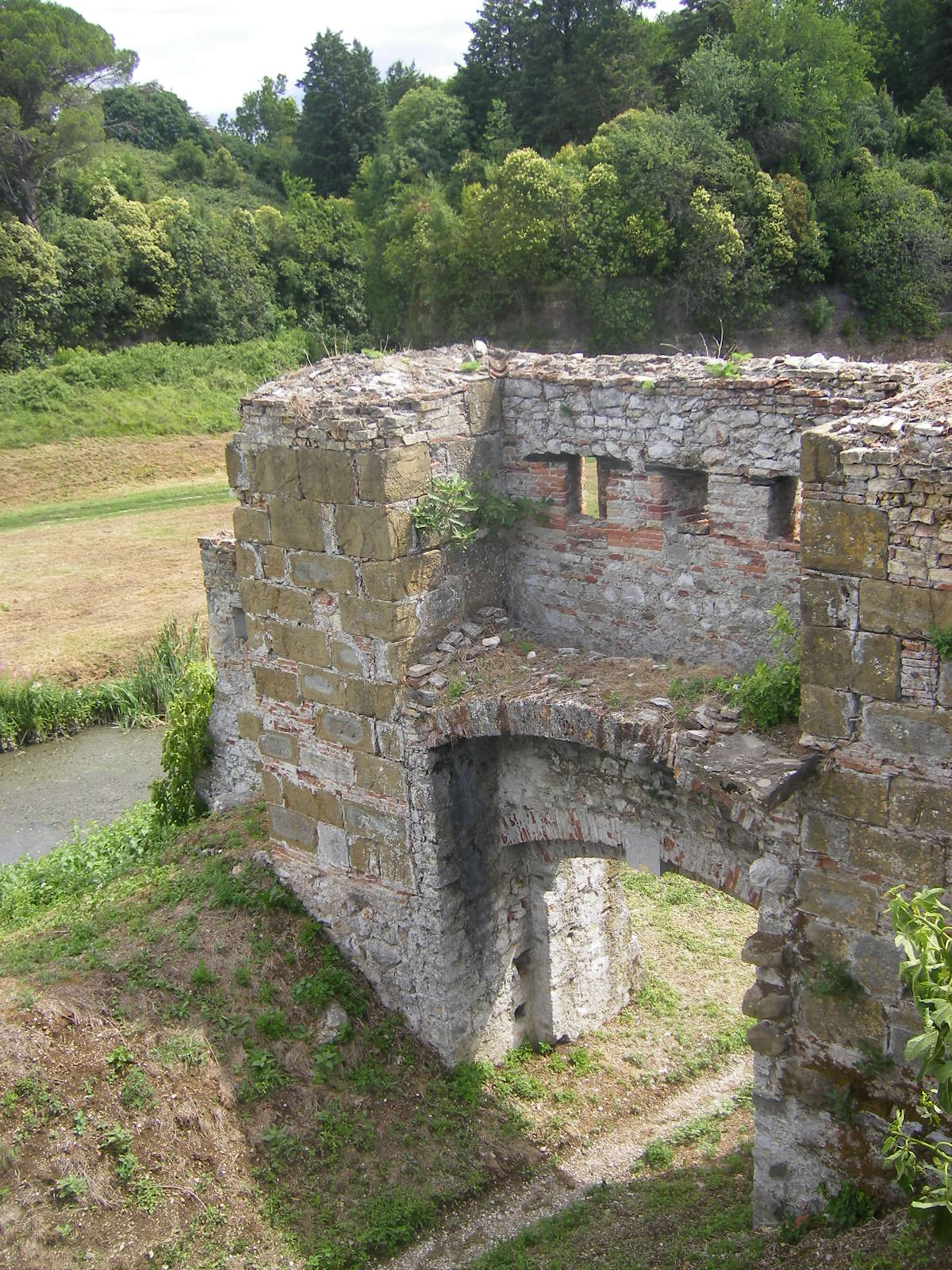
Külső védőbástya
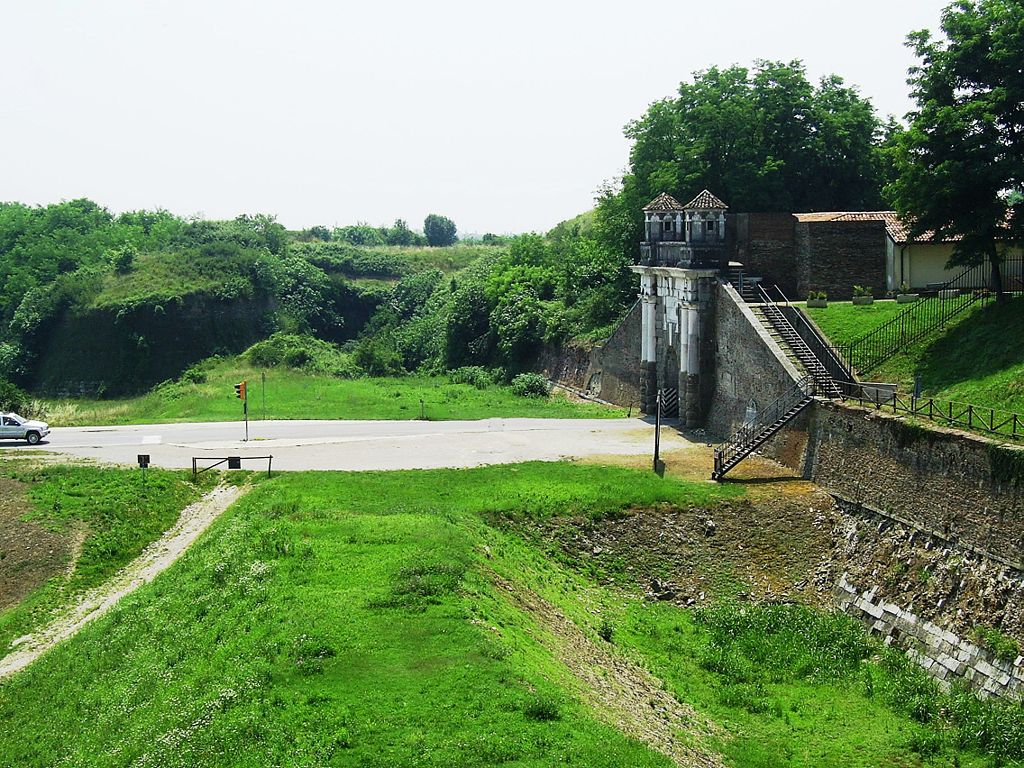
Erődített városkapu

## A város híres szülöttei
- Giuseppe Bernardino Bison (1762–1844), klasszicista festőművész,
- Ardito Desio (1897–2001), hegymászó, olajkutató, felfedező, térképész.